# جاك كالفو
جاك كالفو هو لاعب كرة قاعدة كوبي، ولد في 11 يونيو 1894 في هافانا في كوبا، وتوفي في 15 يونيو 1965 في ميامي في الولايات المتحدة.

## وصلات خارجية
- جاك كالفو على موقعبيزبول رفرنس.كوم (الدوري الرئيسي) (الإنجليزية)
- جاك كالفو على موقعبيزبول رفرنس.كوم (الدوري الثانوي) (الإنجليزية)